# ناتالی جونز
ناتالی جونز (به انگلیسی: Natalie Jones) (زادهٔ ۳۱ اکتبر ۱۹۸۴) شناگر اهل بریتانیا است.